# Anacaena angatbuhay
Anacaena angatbuhay — вид жуків з родини водолюбів (Hydrophilidae). Описаний у 2022 році.

## Поширення
Ендемік Філіппін. Відомий лише у типовому місцезнаходженні — муніципалітет Банауе в провінції Іфугао на півночі острова Лусон. Зібраний у гірському струмку під мостом Сумігар у вторинному лісі (16°59'37"N, 121°02'51"E; на висоті 1700 м над рівнем моря).

## Назва
Видовий епітет angatbuhay  натякає на флагманську програму по боротьбі з бідністю Angat Buhay (буквальний переклад: «Піднесення життя»), яка заснована Марією Леонор Героною Робредо, 14-им віце-президентом Республіки Філіппіни. Назви дали як визнання зразкового обслуговування її офісу з наголосом на взаємодії з місцевими громадами, підтримці маргінальних верств населення та прислуханні до потреб сектору охорони здоров'я, особливо під час пандемії.